# Palais d'Antoniadis

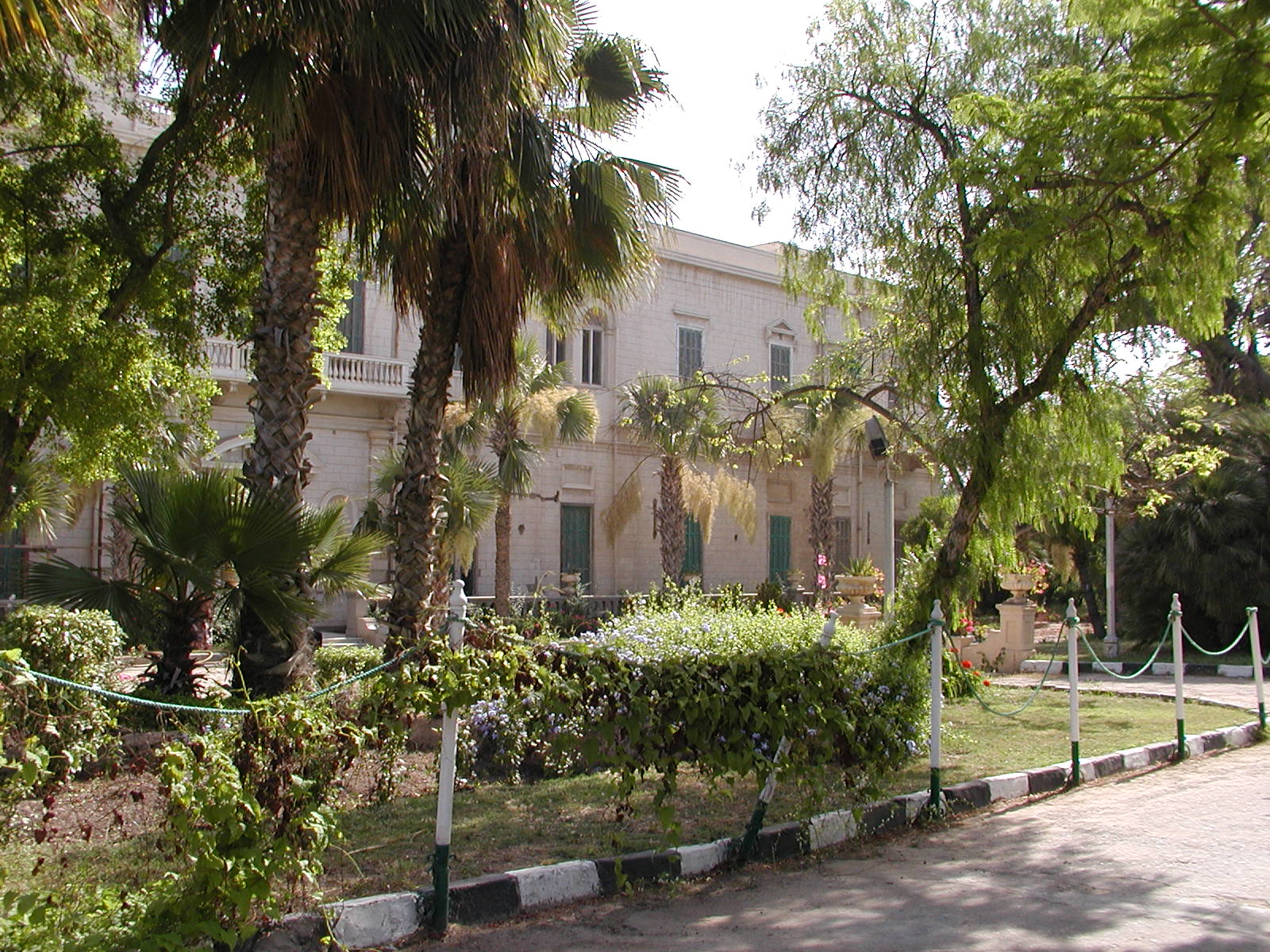
Palais d'Antoniadis

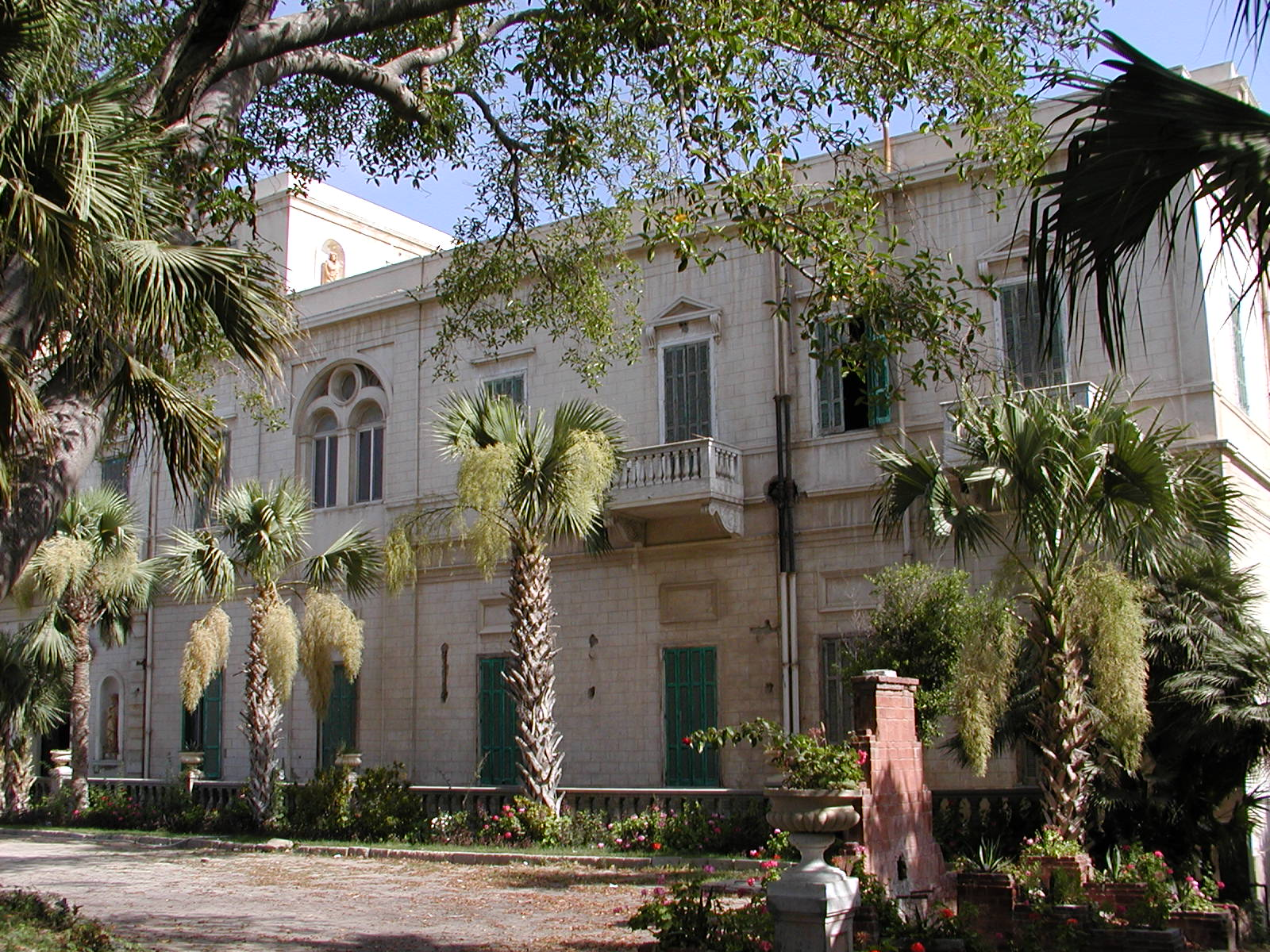
Palais d'Antoniadis

Le Palais d'Antoniadis, du nom de son commanditaire, Sir John Antoniadis, qui, en 1860, a voulu une villa inspirée du Château de Versailles est au cœur d'un domaine de verdure habité depuis l'antiquité. Antoniadis est mort en 1895, léguant sa villa à son fils, avec une recommandation à son fils de céder ensuite la propriété à la ville d'Alexandrie, ce qu'il a fait en 1918.
Le bibliothécaire de la célèbre Bibliothèque d'Alexandrie, Callimaque y avait son habitation.
Situé à mi-chemin entre l'aéroport Nouzaha d'Alexandrie et la gare Sidi Gaber, ce domaine accueille le muséum d'histoire naturelle d'Alexandrie ainsi que le jardin zoologique. Il est bordé au sud par le canal el-Mahmoudya et la route du Caire par le delta.
Les jardins du palais ont longtemps été utilisés pour organiser une exposition florale alors que le palais lui-même servait de résidence royale pour les hôtes du roi Fouad Ier d'Égypte lorsque ce dernier était au palais de Montaza.
Il y a plusieurs vestiges archéologiques, dont un tombeau et une citerne. Le tombeau, en raison de sa situation dans un tel environnement paradisiaque et à cause du dieu serpent qui décorait sa chambre, est populairement connu sous le nom de « Tombeau d'Adam et Eve ».  On estime qu'il date de l'époque ptolémaïque. Son entrée est au bas d'un escalier de quarante-quatre marches. Les pièces principales consistent en une cour à ciel ouvert, un vestibule et une alcôve avec un lit funéraire, le tout sur un seul axe. 

## Galerie photo
- Parc

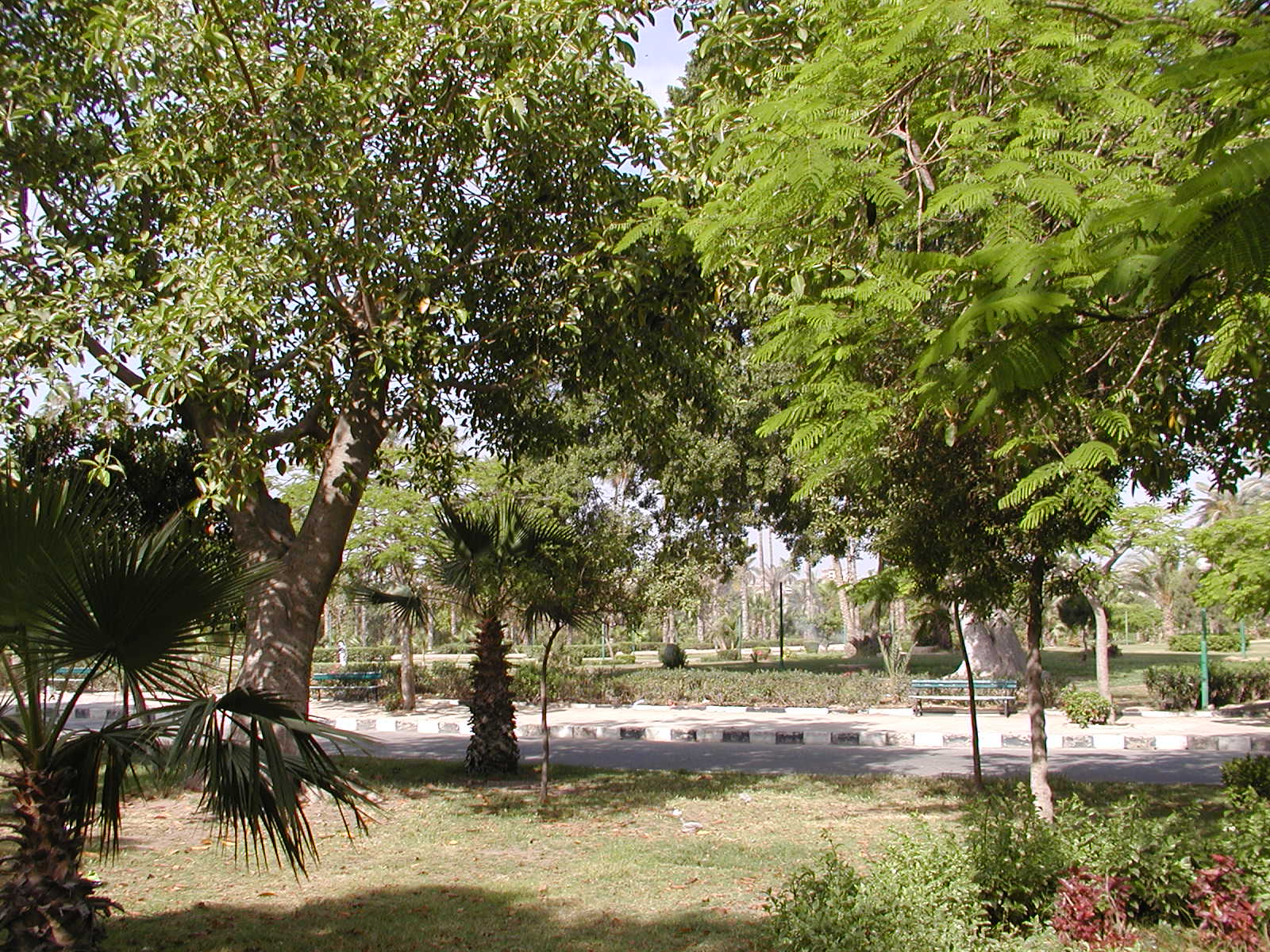
Jardin à l'anglaise
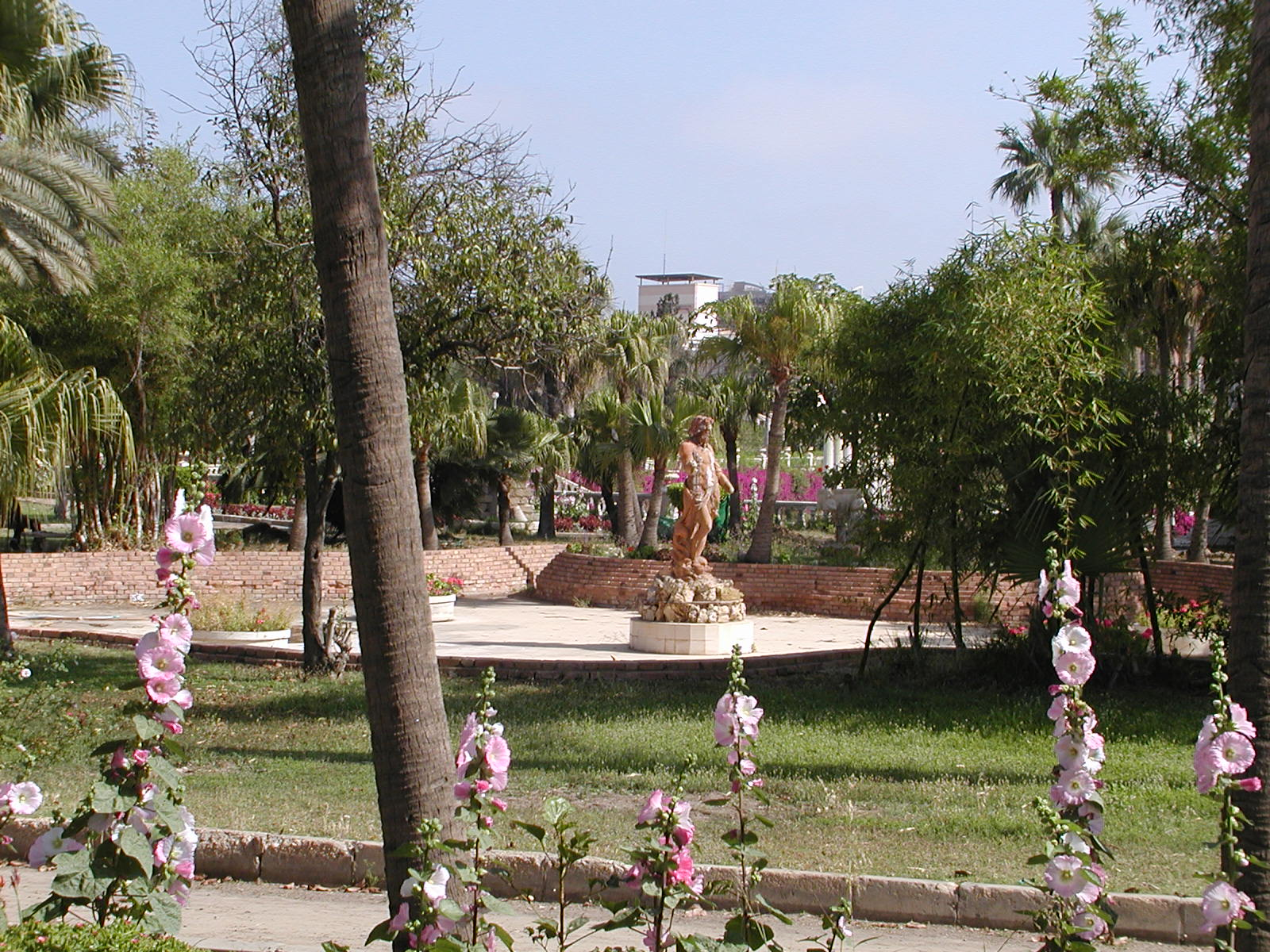
Jardin à l'anglaise
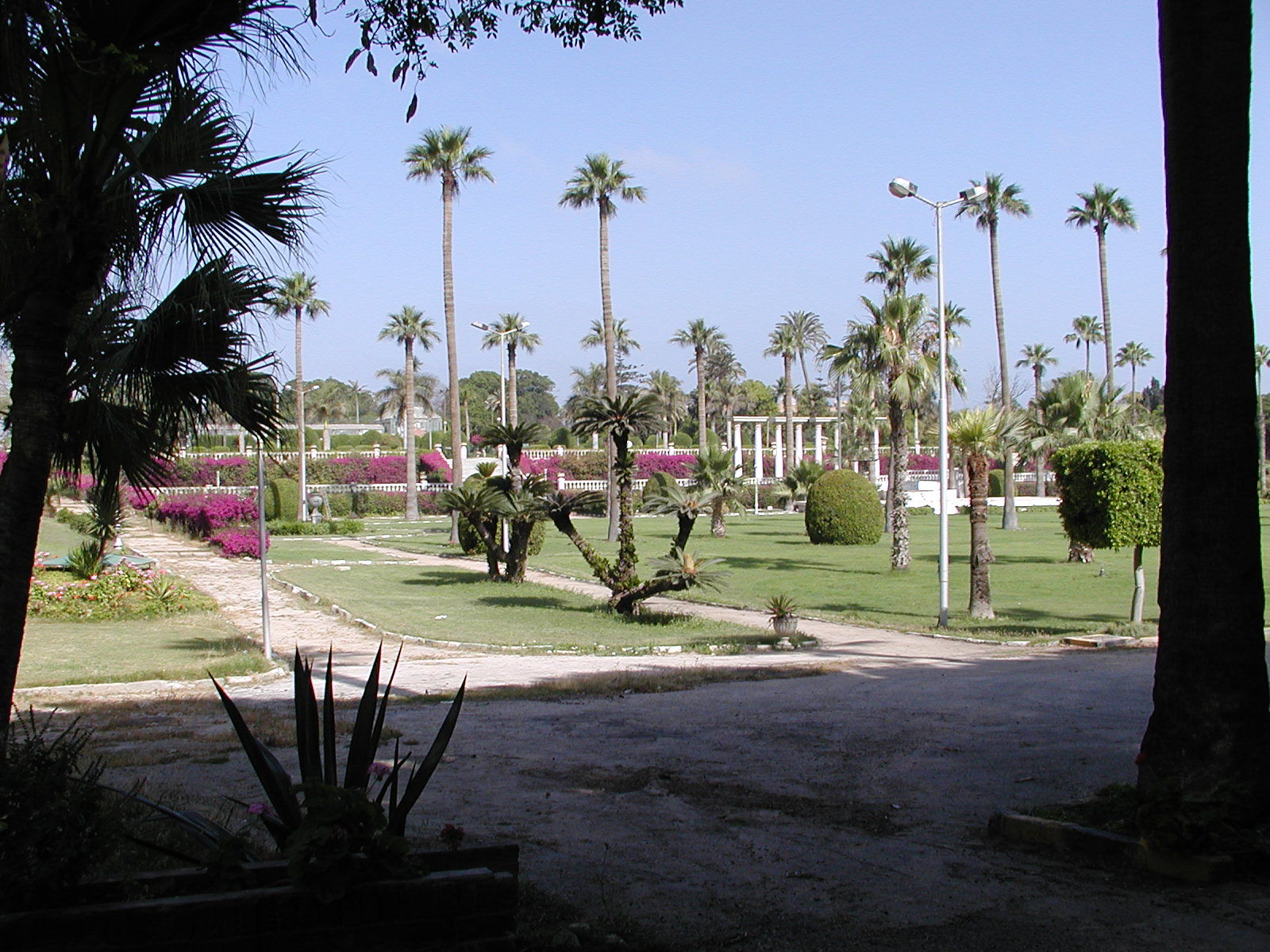
Jardin à la française
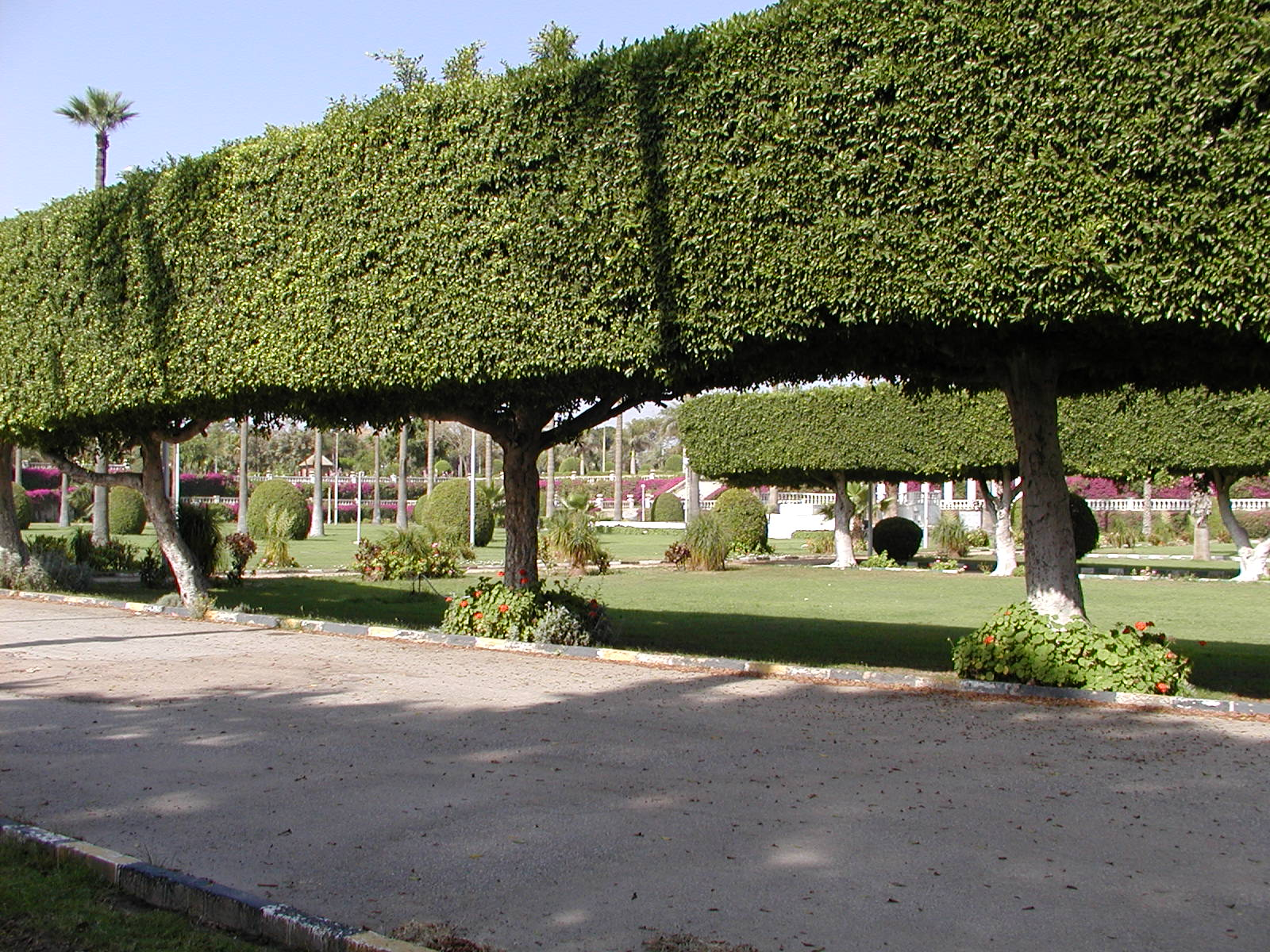
Jardin à la française

- Parterre des navigateurs

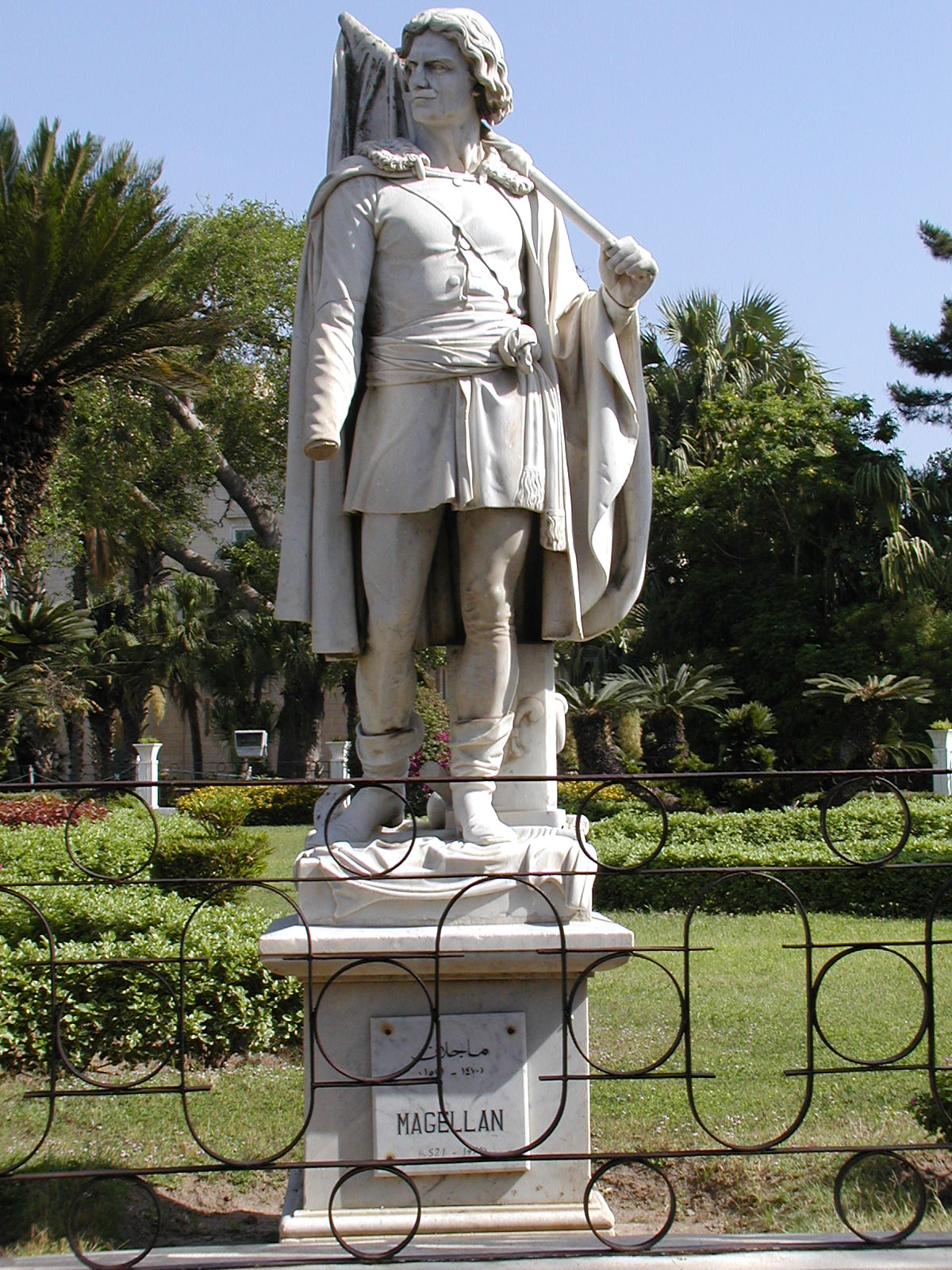
Magellan
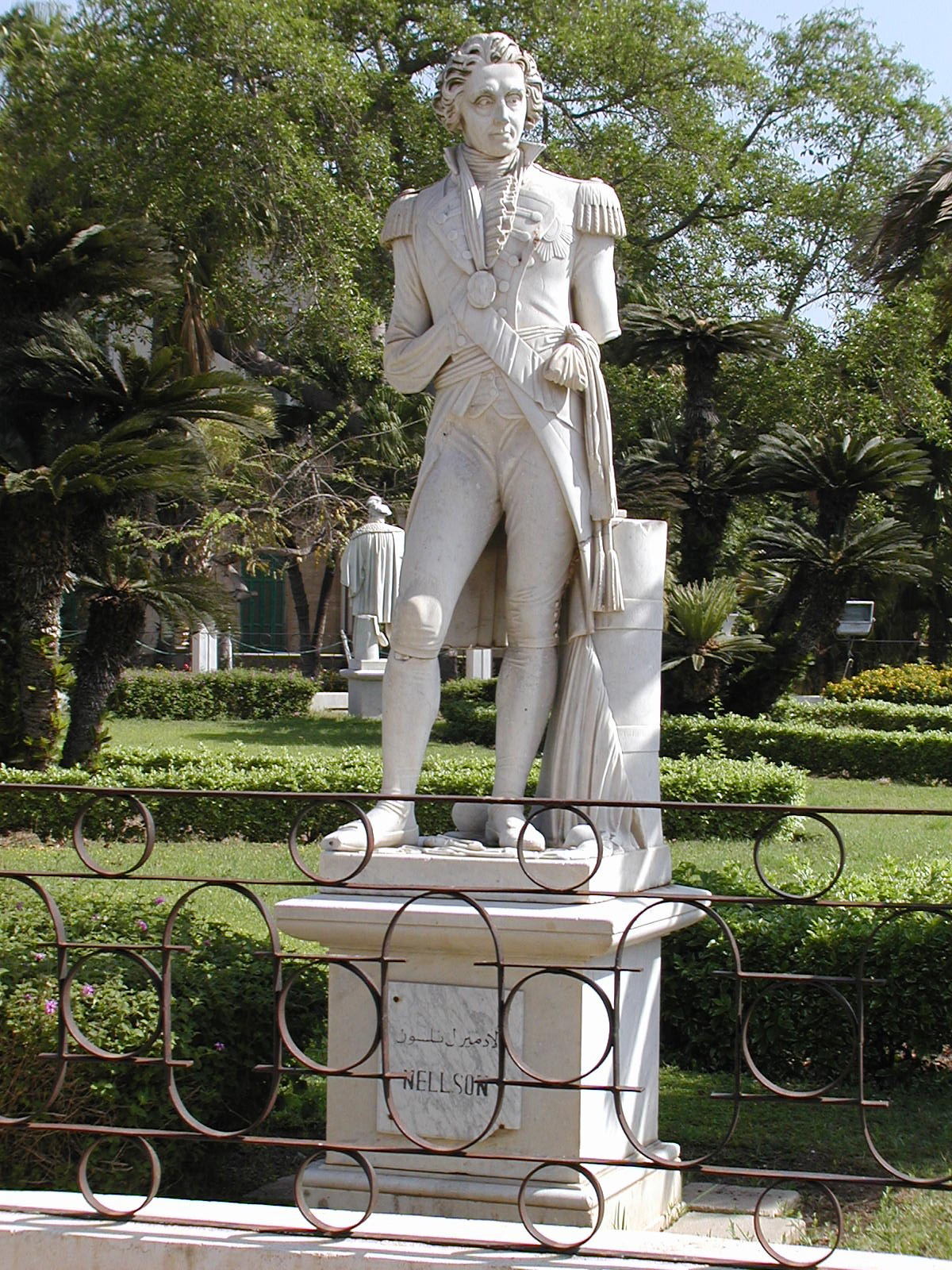
Nelson
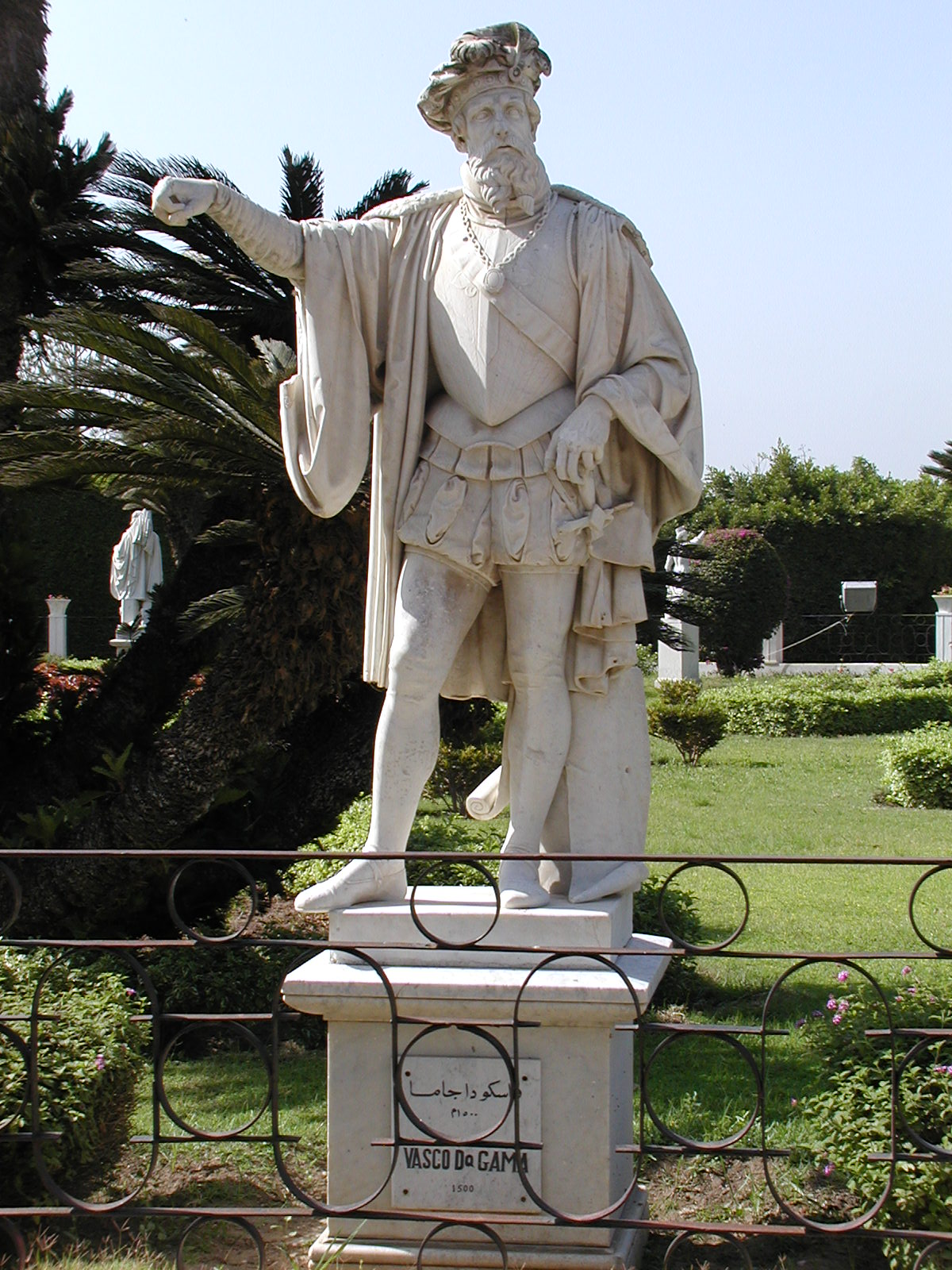
Vasco de Gama
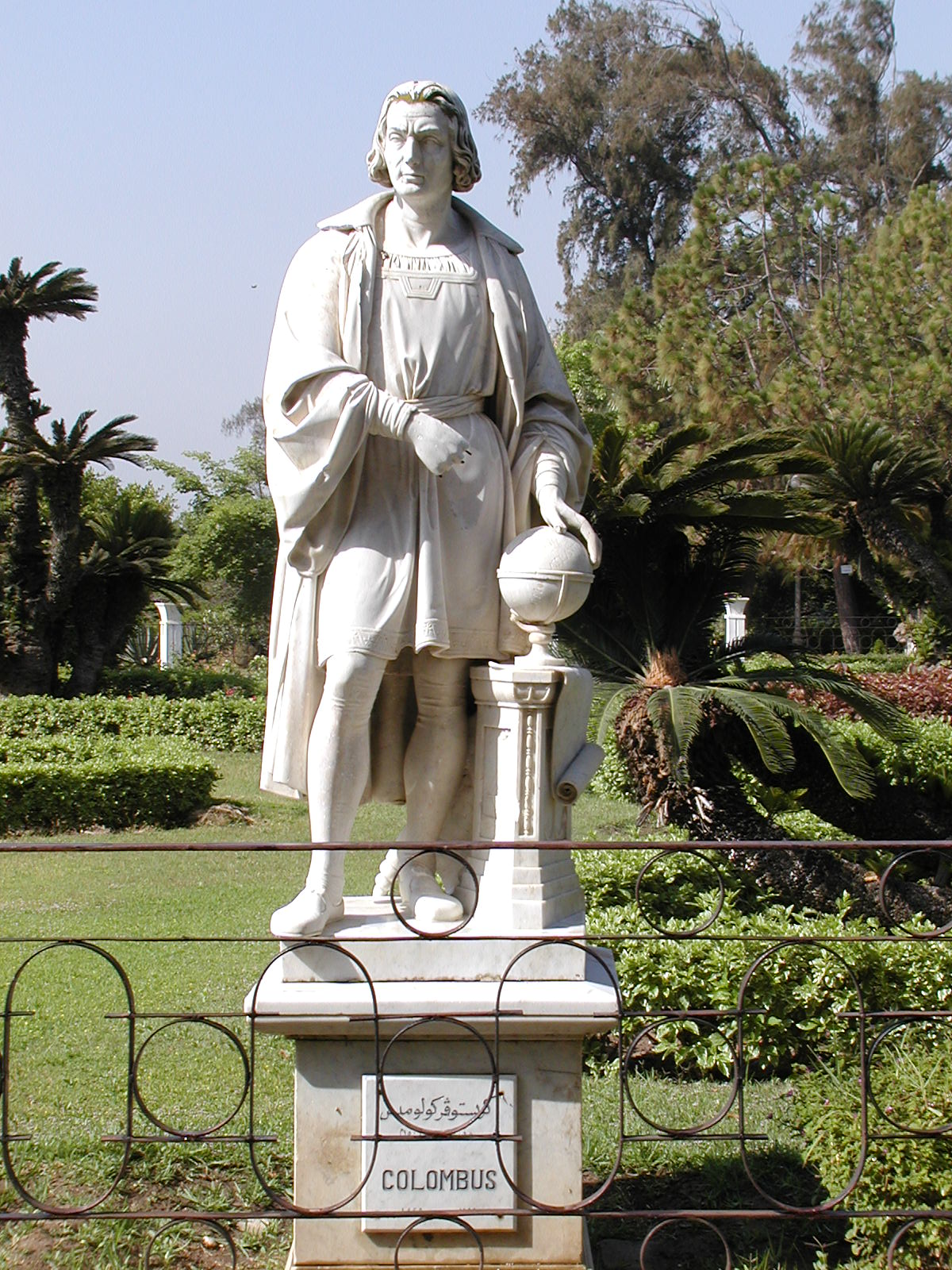
Christophe Colomb